# جانی پلاساید
جانی پلاساید (انگلیسی: Johny Placide؛ زادهٔ ۲۹ ژانویهٔ ۱۹۸۸) بازیکن فوتبال اهل فرانسه است که به عنوان دروازه‌بان بازی می‌کند.
از باشگاه‌هایی که در آن بازی کرده‌است می‌توان به باشگاه فوتبال لو آور، باشگاه فوتبال اولدهام اتلتیک، باشگاه فوتبال گنگام، و باشگاه فوتبال استاد رنس اشاره کرد.
وی همچنین در تیم‌های ملی فوتبال هائیتی، زیر ۲۱ سال فرانسه، و هائیتی بازی کرده‌است.